# 中央水産研究所
中央水産研究所（ちゅうおうすいさんけんきゅうじょ）は、かつて存在した水産研究・教育機構の研究所の一つ。海区としては千葉県以南の太平洋沿岸を担当しているが、それ以外にも水産に関する全国共通の課題に取り組む。調査船蒼鷹丸（横浜港）を擁する。略称は中央水研。

## 所在地
| 庁舎       | 住所                                    | 部署                     |
| ---------- | --------------------------------------- | ------------------------ |
| 本所       | 神奈川県横浜市金沢区福浦2-12-4 （座標） |                          |
| 横須賀庁舎 | 神奈川県横須賀市長井6-31-1（座標）      | 沿岸・内水面研究センター |
| 日光庁舎   | 栃木県日光市中宮祠2482-3（座標）        | 沿岸・内水面研究センター |
| 上田庁舎   | 長野県上田市小牧1088（座標）            | 沿岸・内水面研究センター |

## 研究組織
以下の6部構成となっている。他の海区水研と異なり、全てが全国対応を行う「センター」となっている。
経営経済研究センター
資源研究センター
海洋・生態系研究センター
水産物応用開発研究センター
水産生命情報研究センター
沿岸・内水面研究センター

## 図書資料館
閲覧のみだが一般利用も可能。ごく一部の資料についてはデジタルアーカイブになっており、インターネットで閲覧できる。近世以来の日本の漁業・漁村の制度に関する古文書5万点および筆写史料20万点を収蔵している。

## 広報施設
日光庁舎に「さかなと森の観察園」および「おさかな情報館」が併設されている。
- 住所: 栃木県日光市中宮祠2482-3
- 電話: 0288-55-0160
- 開園日・開園時間: 3月20日～11月30日 9:00 - 17:00（11月は16:00まで）
- 入館料: 大人300円・小人100円（団体料金・シーズンパスポートあり）

## 沿革
- 1929年: 農林省水産講習所の試験部と調査部を分離し、東京市深川区越中島に農林省水産試験場を設置。
- 1932年: 東京市京橋区月島（現・東京都中央区勝どき）に移転。
- 1949年: 農林省水産試験場を7つの海区に分離し、水産庁東海区水産研究所として発足、真鶴に試験地があった。
- 1964年: 真鶴試験地を廃止。荒崎庁舎（神奈川県横須賀市）を開設。
- 1979年: 淡水区水産研究所上田支所を継承（上田庁舎）。
- 1989年: 中央水産研究所に改組。荒崎庁舎を横須賀庁舎に改称。
- 1993年: 現在地（横浜市金沢区）に移転。
- 1998年: 南西海区水産研究所より高知庁舎を継承。
- 2001年: 独立行政法人化により水産総合研究センター中央水産研究所となる。
- 2004年: 養殖研究所日光支所を継承（日光庁舎）。
- 2011年: 内水面研究部（日光庁舎、上田庁舎）および浅海増殖部（横須賀庁舎）を増養殖研究所に移管。
- 2012年: 高知庁舎を廃止。
- 2016年: 水産総合研究センターが水産大学校を統合し、国立研究開発法人水産研究・教育機構となる。増養殖研究所より日光庁舎、上田庁舎、横須賀庁舎を再移管し沿岸・内水面研究センターとする。
- 2020年: 水研機構の体制改革により、他の8研究所とともに水産技術研究所および水産資源研究所へと改組され、水産資源研究所の本所となる。